# De reis om de wereld in tachtig dagen

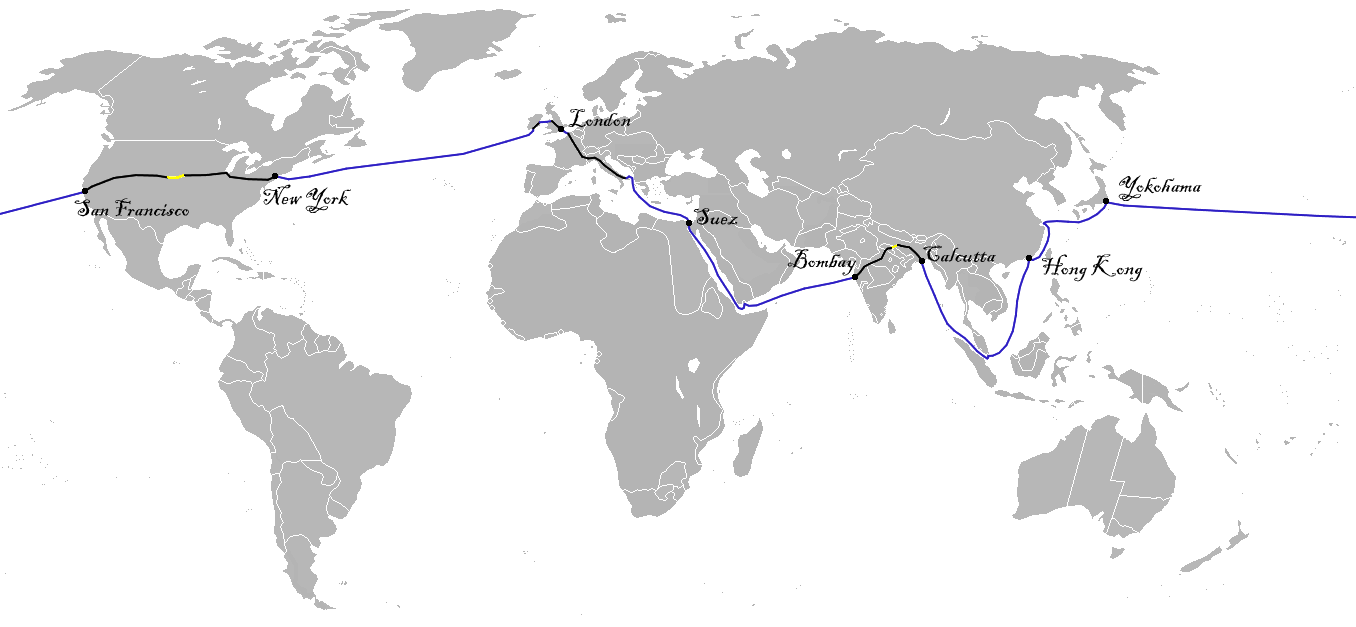
Kaart van de reis

De reis om de wereld in tachtig dagen (Frans: Le tour du monde en quatre-vingts jours) is een avonturenroman van de Franse schrijver Jules Verne. Het boek werd voor het eerst gepubliceerd in 1873.
Het boek is meerdere keren verfilmd, waaronder een versie uit 1989 met Pierce Brosnan (als Fogg) en Eric Idle (als Passepartout).

## Verhaal
Phileas Fogg is een bemiddeld man die in 1872 in de Reform Club in Londen wedt dat hij in tachtig dagen om de wereld kan reizen, van woensdag 2 oktober 20.45 uur tot zaterdag 21 december 20.45 uur. Hij wedt om 20.000 pond sterling, de helft van zijn vermogen. De andere helft is bestemd voor de reis.
Toevallig heeft hij net zijn bediende ontslagen omdat die niet stipt genoeg was, en als nieuwe bediende de Fransman Passepartout in dienst genomen. Geheel onverwacht krijgt die de opdracht hem op de reis te vergezellen.
Phileas heeft een strak reisschema opgesteld:
| Traject                         | Vervoermiddel      | Reistijd |
| ------------------------------- | ------------------ | -------- |
| Van Londen naar Suez            | trein en stoomboot | 7 dagen  |
| Van Suez naar Bombay            | stoomboot          | 13 dagen |
| Van Bombay naar Calcutta        | trein              | 3 dagen  |
| Van Calcutta naar Hongkong      | stoomboot          | 13 dagen |
| Van Hongkong naar Yokohama      | stoomboot          | 6 dagen  |
| Van Yokohama naar San Francisco | stoomboot          | 22 dagen |
| Van San Francisco naar New York | trein              | 7 dagen  |
| Van New York naar Londen        | stoomboot en trein | 9 dagen  |
| Totaal                          | Totaal             | 80 dagen |

Hij maakt onderweg gebruik van de trein, paard en wagen, schepen, een olifant en een ijszeiler. Bovendien wordt hij ook nog op de hielen gezeten door de Britse rechercheur Fix van Scotland Yard, die meent dat Fogg degene is die 55.000 pond uit de Bank of England heeft gestolen, en dat hij nu op de vlucht is. Fogg lijkt namelijk veel op de dief en het is verdacht dat hij zo gehaast is om weg te komen. Het komt voor Fix goed uit dat de reis door Brits Indië en langs Hongkong gaat, beide Brits grondgebied, zodat hij hem gemakkelijker kan laten arresteren. Steeds komt echter het telegrafische arrestatiebevel te laat.
In India aangekomen, redt hij de mooie jonge weduwe Aouda van een weduweverbranding. Omdat ze in haar eigen land niet veilig is en als vrouw alleen niet kan overleven, neemt Fogg haar mee naar Hongkong waar een oom van haar woont. Daar blijkt deze verhuisd te zijn naar Nederland, waarop ze meereist naar Europa.
Bijna aan het eind van de reis, in Liverpool, arresteert Fix Fogg. Na enkele uren wordt duidelijk dat Fogg niet de dief is en wordt hij vrijgelaten. Door het oponthoud lukt het echter niet meer om op tijd te komen. Fogg trekt zich terug op zijn kamer en spreekt Aouda pas op de avond van de volgende dag. Hij is financieel geruïneerd en heeft geen familie of vrienden. Daarop vraagt Aouda hem ten huwelijk, waarmee hij van harte instemt. Fogg stuurt Passepartout naar de dominee om te regelen dat die de volgende dag, maandag 23 december, het huwelijk voltrekt. Daar blijkt dat het zaterdag is in plaats van zondag. Passepartout rent terug naar Fogg, waarop ze zich naar de Reform Club haasten en Fogg toch nog net de weddenschap wint.
Fogg had zich niet gerealiseerd dat hij op zijn reis de internationale datumgrens in oostelijke richting was overgestoken en zo een dag had gewonnen.

## Achtergrond en analyse
De reis om de wereld in tachtig dagen werd geschreven tijdens een lastige periode voor zowel Frankrijk als Verne. Het was tijdens de Frans-Duitse Oorlog (1870-1871), waarin Verne was gerekruteerd als kustwacht. Hij had financiële problemen omdat hij nog geen royalty's had ontvangen voor zijn vorige werken, en zijn vader was recentelijk overleden. Verne kreeg het idee voor het boek in een café in Parijs, terwijl hij een krant las. De belangrijkste inspiratie voor dit werk kwam echter uit Vernes eigen reizen. Zo ontleent hij veel van het Amerikaanse gedeelte uit Une ville flottante (1871), een gefictionaliseerd verslag van het bezoek dat de auteur in 1867 aan de Verenigde Staten bracht.
De technologische innovaties van de 19e eeuw maakten het mogelijk steeds sneller te reizen. Ten noorden van de evenaar kon men met alleen door stoom aangedreven vervoersmiddelen rond de wereld reizen. Ook had de opening van het Suezkanaal in 1869 de wereld een stuk kleiner gemaakt. Verne speelde in zijn verhaal in op deze ontwikkelingen. Klaarblijkelijk liet hij zich inspireren door de excentrieke Amerikaanse zakenman George Francis Train, die in 1870 een wereldreis in tachtig dagen had volbracht.
Hoewel Verne bekendstaat als een sciencefictionschrijver, komen in “De reis om de wereld” geen van de futuristische machines en scenario’s voor die in veel van zijn andere verhalen terug te vinden zijn. Het verhaal speelt zich gewoon af in Vernes eigen tijdperk en bevat uitsluitend technologieën en transportmiddelen die destijds echt bestonden. Het verhaal is dan ook meer een avonturenverhaal dan een sciencefictionverhaal. Het geeft een goede kijk op het Britse Rijk, dat zich toen op zijn hoogtepunt bevond.
Na de uitgave van het boek hebben veel mensen geprobeerd in Foggs voetsporen te treden door de reis zelf te maken. Een overzicht van wereldreizigers:
- 1889 - Nellie Bly onderneemt de reis voor haar krant, de New York World. Ze voltooit de reis in 72 dagen. Ze schrijft er een boek over getiteld Around the World in Seventy-Two Days, wat een bestseller wordt.
- 1903 - James Willis Sayre stelt het record scherper voor een reis om de wereld met uitsluitend openbaar vervoer. Hij voltooit de reis in 54 dagen, 9 uur en 42 minuten.
- 1908 - Harry Bensley maakt de reis te voet, en draagt gedurende de reis een ijzeren masker.
- 1988 - Monty Python-alumnus Michael Palin onderneemt de reis. Hij mag geen gebruik maken van vliegtuigen. Hij voltooit de reis in 79 dagen.
- 1993 - heden - de Jules Verne Trofee wordt jaarlijks uitgereikt aan de boot die het snelst rond de wereld vaart zonder hulp van buitenaf.

## Trivia
- Hoewel de heteluchtballon tegenwoordig tot een icoon van het verhaal is geworden, komt deze in het hele boek niet voor. Fogg oppert wel even het idee om per ballon te reizen, maar verwerpt het al gauw als te riskant en onhandig. De sterke associatie met de luchtballon komt uit latere verfilmingen, die zo een impact hebben gehad dat de ballon tegenwoordig weer op de omslag van boekuitgaven opduikt.

## Nederlandse vertalingen
- 1874 - Rondom de wereld, in tachtig dagen (later verschenen onder de titel De reis om de wereld in 80 dagen), vert. Gerard Keller
- 1984 - De reis om de wereld in 80 dagen, vert. Pieter Verhulst
- 2004 - Reis om de wereld in tachtig dagen, vert. Kiki Coumans

## Bewerkingen
- In 1919 werd het verhaal geparodieerd in een stomme film van regisseur Richard Oswald. De film is geheel opgenomen in Duitsland. Er bestaan vandaag de dag geen kopieën meer van.
- In 1956 verscheen de eerste verfilming van het verhaal, Around the World in Eighty Days met David Niven en Cantinflas in de hoofdrollen.
- In 1963 verscheen de parodie The Three Stooges Go Around the World in a Daze.
- In 1983 werd het idee gebruikt voor de Japanse animatieserie Ginga Shippu Sasuraiger, waarin een groep avonturiers in een treinvormig schip de Melkweg moet doorkruisen binnen bepaalde tijd.
- In 1989 verscheen de miniserie Around the World in 80 Days, met Pierce Brosnan als Fogg, Eric Idle als Passepartout, Peter Ustinov als Fix en enkele andere televisiesterren in cameorollen.
- In 1986 maakte Disney zijn eigen versie van het verhaal met Mickey Mouse, Donald Duck en Goofy als hoofdpersonen.
- Het verhaal is meerdere malen aangepast voor toneeluitvoeringen.
- In 2004 volgde een tweede verfilming van het boek, met in de hoofdrollen Jackie Chan en Steve Coogan.
- In 2006 verscheen een vrije bewerking door Geronimo Stilton (Nederlandse versie in 2009).
- In 2009 volgde in Nederland een cabaretvoorstelling, uitgevoerd door Het Zuidelijk Toneel, de mannen van NUHR en Bert Visscher.
- In 2021 is Around the World in 80 Days als televisieserie uitgebracht met David Tennant in de hoofdrol.